# Cultura de Malaui

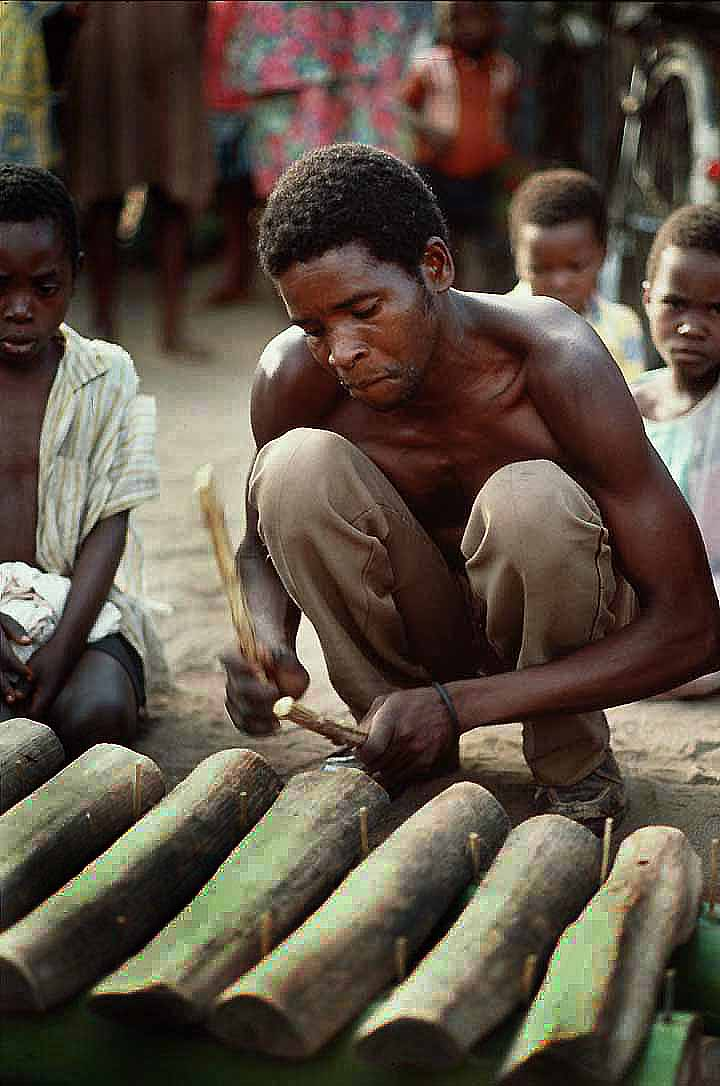
Un hombre de Malaui tocando el xilofón.

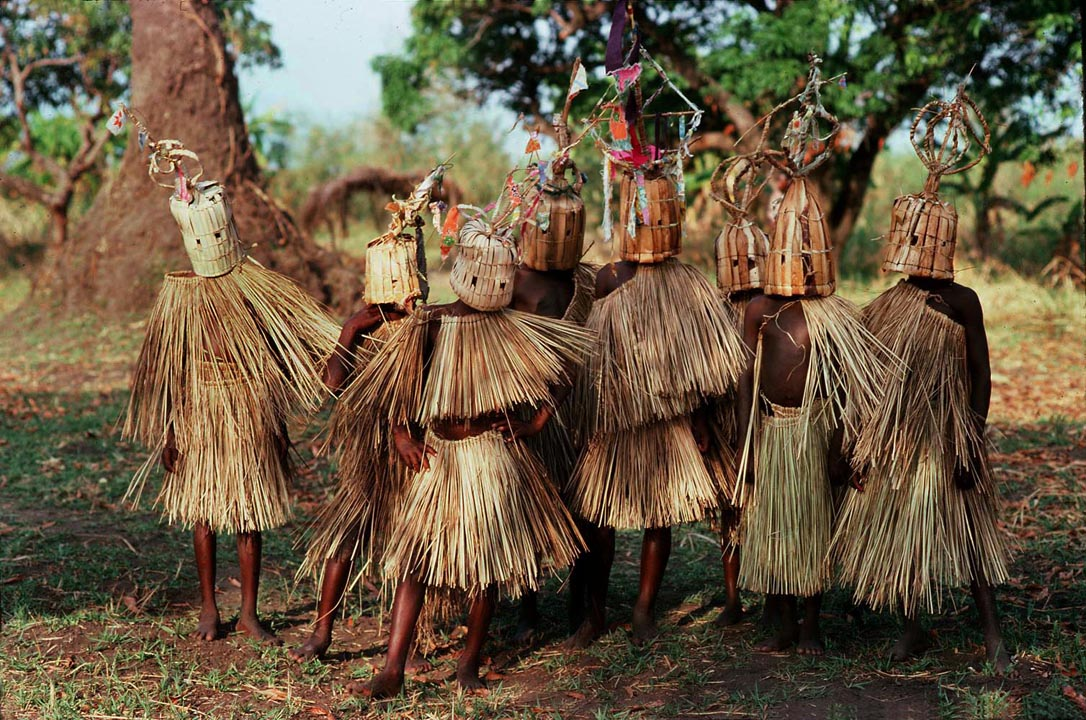
Rito de iniciación de los hombres jóvenes wayaos.

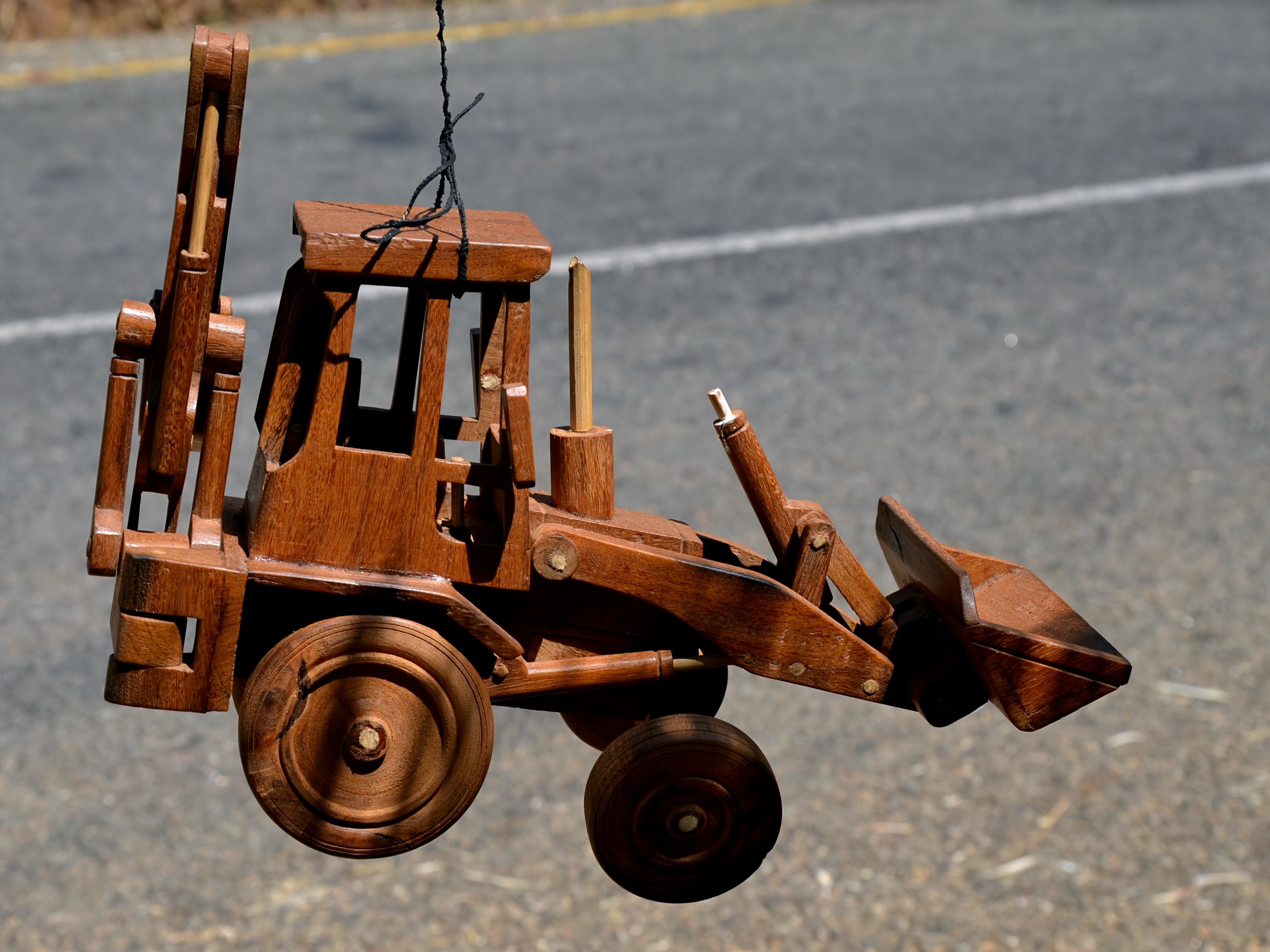
Tallas contemporáneas en madera a lo largo de la carretera a Dedza.

La cultura de Malaui posee sus raíces en la cultura del pueblo bantú. 

## Historia y etimología
El nombre malaui proviene del vocablo maravi, un pueblo bantú que emigró desde el sur del Congo hacia el año 1400. Al llegar a la zona norte del lago Malaui el grupo se dividió, un grupo se desplazó hacia el sur por la costa oeste del lago donde se constituyeron en el grupo denominado Chewa, mientras que el otro grupo, los ancestros de los Nyanja de la actualidad, se desplazaron por la costa este del lago hacia la zona sur de Malaui. 
Los conflictos étnicos y las migraciones continuas no ayudaron a la formación de una sociedad única y cohesiva de Malaui la que recién comenzó a aglutinarse hacia comienzos del siglo XX. A lo largo del siglo XX las distinciones étnicas fueron disminuyendo hasta llegar al punto en que no existen fricciones entre etnias, aunque si hay algunas divisiones regionales. El concepto de la nacionalidad de Malaui se comenzó a formar principalmente con la gente del entorno rural que son por lo general más conservadores y tradicionalmente no violentos.

## Bandera de Malaui
Durante el período 1964–2010, la bandera de Malaui tenía tres franjas horizontales iguales de color negro, rojo y verde con un sol rojo naciente impreso en el centro de la franja negra. La franja negra representaba al pueblo africano, la roja representaba la sangre de los mártires por la libertad de África y el verde representaba la naturaleza siempre verde de Malaui y el sol naciente representaba el asomar de la libertad y la esperanza para África. En el 2010, se cambió la bandera, eliminando el sol rojo sobre la franja negra y se agregó en cambio un sol blanco en el centro como símbolo del progreso de Malaui.